# JYOCHO
JYOCHO(일본어: じょうちょ 조초[*])는 일본의 5인조 록 밴드이다. 노 빅 딜 레코즈(No Big Deal Records) 소속으로 2016년 기타리스트인 나카가와 다이지로(中川大二朗)의 주도로 결성했다. 2018년 12월 5일 첫 정규 앨범인 《美しい終末サイクル》를 발매했다.

## 멤버
- 다이지로(だいじろー): 기타, 코러스
- 하야시 유키(はやしゆうき): 플루트
- 네코타 네타코(猫田ねたこ): 보컬, 키보드
- sindee: 베이스
- 야마자키 코지로(山﨑浩二朗): 드럼 (2023년 8월 가입)[2]
- hatch: 드럼 (2021년 8월 탈퇴)[3]

## 디스코그래피
앨범
- 《美しい終末サイクル》 (2018)
- 《しあわせになるから、なろうよ》 (2022)

미니 앨범
- 《祈りでは届かない距離》 (2016)
- 《碧い家で僕ら暮らす》 (2017)